# Энергетика Псковской области
Энергетика Псковской области — сектор экономики региона, обеспечивающий производство, транспортировку и сбыт электрической и тепловой энергии. По состоянию на конец 2020 года, на территории Псковской области эксплуатировались 4 электростанции общей мощностью 445,74 МВт, в том числе две гидроэлектростанции и две тепловые электростанции. В 2020 году они произвели 166 млн кВт·ч электроэнергии. Особенностью энергетики региона является резкое доминирование одной станции, Псковской ГРЭС, обеспечивающей около 90 % выработки электроэнергии

## История
Первая электростанция в Пскове была введена в эксплуатацию, по разным данным, в 1904 или 1906 году. Изначально ее оборудование включало в себя четыре двигателя внутреннего сгорания с газогенераторами, позднее станция неоднократно расширялась путём монтажа паровых машин и котлов, к 1918 году ее мощность составляла 1130 л. с. Станция позволила электрифицировать псковский трамвай и наладить уличное электрическое освещение, а также поставляла электроэнергию частным абонентам, но к началу 1920-х годов её мощностей стало не хватать, а оборудование достигло высокой степени износа. К 1927 году в Псковской губернии насчитывались 42 электростанции общей мощностью 1700 кВт, в сельской местности были электрифицированы только 284 крестьянских двора.
С начала 1920-х годов рассматривалось возможность строительства новой электростанции в Пскове, в качестве которой рассматривалась как гидроэлектростанция на реке Великой в районе Выбутских порогов, так и тепловая электростанция. В конечном итоге было принято решение о строительстве новой тепловой электростанции, получившей название Псковской ТЭЦ (ТЭЦ-18) на месте существующей электростанции. Строительство Псковской ТЭЦ было начато в 1927 году, первые два турбоагрегата мощностью 1 МВт и 1,3 МВт были пущены в 1930 году. Станция работала на торфе, к 1941 году её оборудование включало в себя три турбоагрегата общей мощностью 6,3 МВт и три паровых котла. В годы Великой Отечественной войны Псковская ТЭЦ не получила больших повреждений, но ее оборудование было вывезено, станция была восстановлена и вновь введена в эксплуатацию лишь в 1953 году. К 1963 году мощность станции достигла 10 МВт, в 1972 году она была переведена на природный газ. Псковская ТЭЦ эксплуатировалась до 2003 года, впоследствии здание станции было перестроено в жилой дом.
Одновременно постепенно развивалась электрификация сельской местности, первоначально путём строительства небольших местных электростанций. В 1931 году в регионе насчитывалась 61 электростанция общей мощностью 4,5 МВт, в 1951 году 290 электростанций общей мощностью 13,8 МВт, в 1955 году — 364 электростанции общей мощностью 27,8 МВт. С конца 1950-х годов был реализован проект по строительству на реке Великой каскада малых ГЭС, в 1957 году была пущена Максютинская ГЭС (1520 кВт), в 1958 году — Поддубская ГЭС (220 кВт) и Шильская ГЭС (1520 кВт), в 1960 году — Копылковская ГЭС (400 кВт). В 1961 году на реке Утрое (приток Великой) была пущена Рубиловская ГЭС (1000 кВт). По мере подключения сельских районов к централизованному энергоснабжению в 1960-х — 1970-х годах небольшие электростанции были выведены из эксплуатации, за исключением Максютинской и Шильской ГЭС. В 1960-х годах Псковская область была соединена с ленинградской энергосистемой, в 1986 году псковская энергосистема была выделена из ленинградской, было создано районное энергетическое управление (РЭУ) «Псковэнерго».
Не имея собственных мощных энергоисточников, Псковская область долгое время удовлетворяла почти все свои потребности в электроэнергии за счёт перетоков из соседних областей, главным образом из Ленинградской. В 1967 году был утверждён первый проект строительства Псковской ГРЭС, были начаты строительные работы, которые по ряду причин долгое время велись низкими темпами. Первый энергоблок станции был пущен только в 1993 году, второй — в 1996 году, строительство третьего энергоблока завершено не было. Согласно изначальному проекты, станция должна была работать на торфе, но в итоге в качестве топлива был выбран природный газ.

## Генерация электроэнергии
По состоянию на конец 2020 года, на территории Псковской области эксплуатировались четыре электростанций общей мощностью 445,74 МВт. В их числе две гидроэлектростанции — Шильская и Максютинская ГЭС, и две тепловые электростанции — Псковская ГРЭС и электростанция ЗАО «ЗЭТО».

### Шильская ГЭС
Расположена на реке Великая в д. Шильское Опочецкого района. Введена эксплуатацию в 1958 году. Установленная мощность станции — 1,52 МВт. В здании ГЭС установлены два гидроагрегата мощностью по 0,76 МВт. Принадлежит АО «Норд Гидро».

### Максютинская ГЭС
Расположена на реке Великая в д. Максютино Себежского района. Введена эксплуатацию в 1957 году. Установленная мощность станции — 1,52 МВт. В здании ГЭС установлены два гидроагрегата мощностью по 0,76 МВт. Принадлежит АО «Норд Гидро».

### Псковская ГРЭС
Расположена в п. Дедовичи Дедовичского района, один из источников теплоснабжения посёлка. Крупнейшая электростанция региона. Блочная паротурбинная тепловая электростанция, в качестве топлива использует природный газ. Турбоагрегаты станции введены в эксплуатацию в 1993—1996 годах. Установленная электрическая мощность станции — 440 МВт, тепловая мощность — 116,8 Гкал/час. Фактическая выработка электроэнергии в 2020 году — 149 млн кВт·ч. Оборудование станции включает в себя два энергоблока мощностью по 220 МВт, каждый из которых включает в себя турбоагрегат и котлоагрегат. Принадлежит ПАО «ОГК-2».

### Электростанция ЗАО «ЗЭТО»
Расположена в г. Великие Луки, обеспечивает энергоснабжение завода электротехнического оборудования (блок-станция). Паротурбинная электростанция, в качестве топлива использует природный газ. Установленная электрическая мощность станции — 2,7 МВт, фактическая выработка электроэнергии в 2020 году — 2,6 млн кВт·ч. Оборудование станции включает в себя два турбоагрегата мощностью 0,6 МВт и 2,1 МВт.

## Потребление электроэнергии
Потребление электроэнергии в Псковской области (с учётом потребления на собственные нужды электростанций и потерь в сетях) в 2020 году составило 2177 млн кВт·ч, максимум нагрузки — 373 МВт. Таким образом, Псковская область является энергодефицитным регионом по электроэнергии и энергоизбыточным по мощности. В структуре потребления электроэнергии в регионе лидирует потребление населением — около 30 %, потребление промышленности составляет около 29 %. Крупнейшие потребители электроэнергии (по итогам 2020 года): ОАО «Великолукский мясокомбинат» — 71 млн кВт·ч, ООО «Великолукский свиноводческий комплекс» — 63 млн кВт·ч. Функции гарантирующего поставщика электроэнергии выполняет АО «Псковэнергосбыт».

## Электросетевой комплекс
Энергосистема Псковской области входит в ЕЭС России, являясь частью Объединённой энергосистемы Северо-Запада, находится в операционной зоне филиала АО «СО ЕЭС» — «Региональное диспетчерское управление энергосистем Новгородской и Псковской областей» (Новгородское РДУ). Энергосистема региона связана с энергосистемами Ленинградской области по двум ВЛ 330 кВ, двум ВЛ 110 кВ и одной ВЛ 35 кВ, Новгородской области по одной ВЛ 330 кВ и двум ВЛ 110 кВ, Смоленской области — по одной ВЛ 330 кВ, Тверской области — по одной ВЛ 110 кВ и одной ВЛ 10 кВ, Эстонии — по одной ВЛ 330 кВ, Латвии — по одной ВЛ 330 кВ, Белоруссии — по одной ВЛ 330 кВ.
Общая протяженность линий электропередачи напряжением 35—330 кВ составляет 5739,7 км, в том числе линий электропередачи напряжением 330 кВ — 1522,3 км, 110 кВ — 2448,5 км, 35 кВ — 1750 км. Магистральные линии электропередачи напряжением 330 кВ эксплуатируются филиалом ПАО «ФСК ЕЭС» — «Новгородское ПМЭС», распределительные сети напряжением 110 кВ и ниже — Псковским филиалом ПАО «Россети Северо-Запад» (в основном) и территориальными сетевыми организациями.

## Теплоснабжение
Источниками теплоснабжения в Псковской области являются Псковская ГРЭС тепловой мощностью 116,8 Гкал/ч и 338 котельных общей тепловой мощностью 2213,1 Гкал/ч. Отпуск тепловой энергии в 2020 году составил 2962,2 тыс. Гкал, в том числе от Псковской ГРЭС — 54,6 тыс. Гкал.